# Dumra (ort i Indien, Rohtās)
Dumra är en ort i Indien.   Den ligger i distriktet Rohtās och delstaten Bihar, i den nordöstra delen av landet, 800 km sydost om huvudstaden New Delhi. Dumra ligger 103 meter över havet och antalet invånare är 14 538.
Terrängen runt Dumra är mycket platt. Runt Dumra är det tätbefolkat, med 790 invånare per kvadratkilometer. Närmaste större samhälle är Sasarām, 10,9 km sydost om Dumra. Trakten runt Dumra består till största delen av jordbruksmark.